# Biserica de lemn din Podu Broșteni

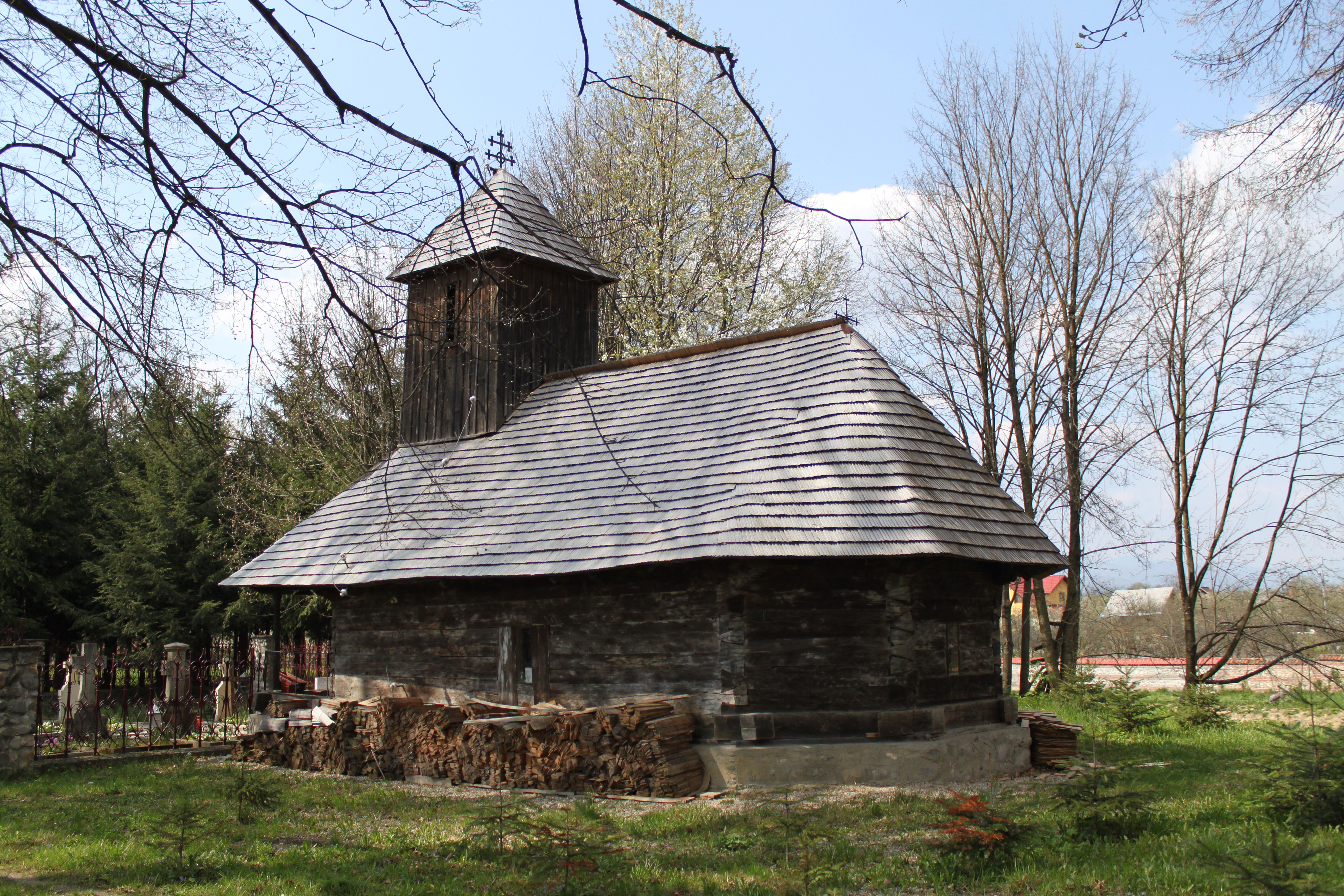
Biserica de lemn din Podu Broșteni, foto: 2010

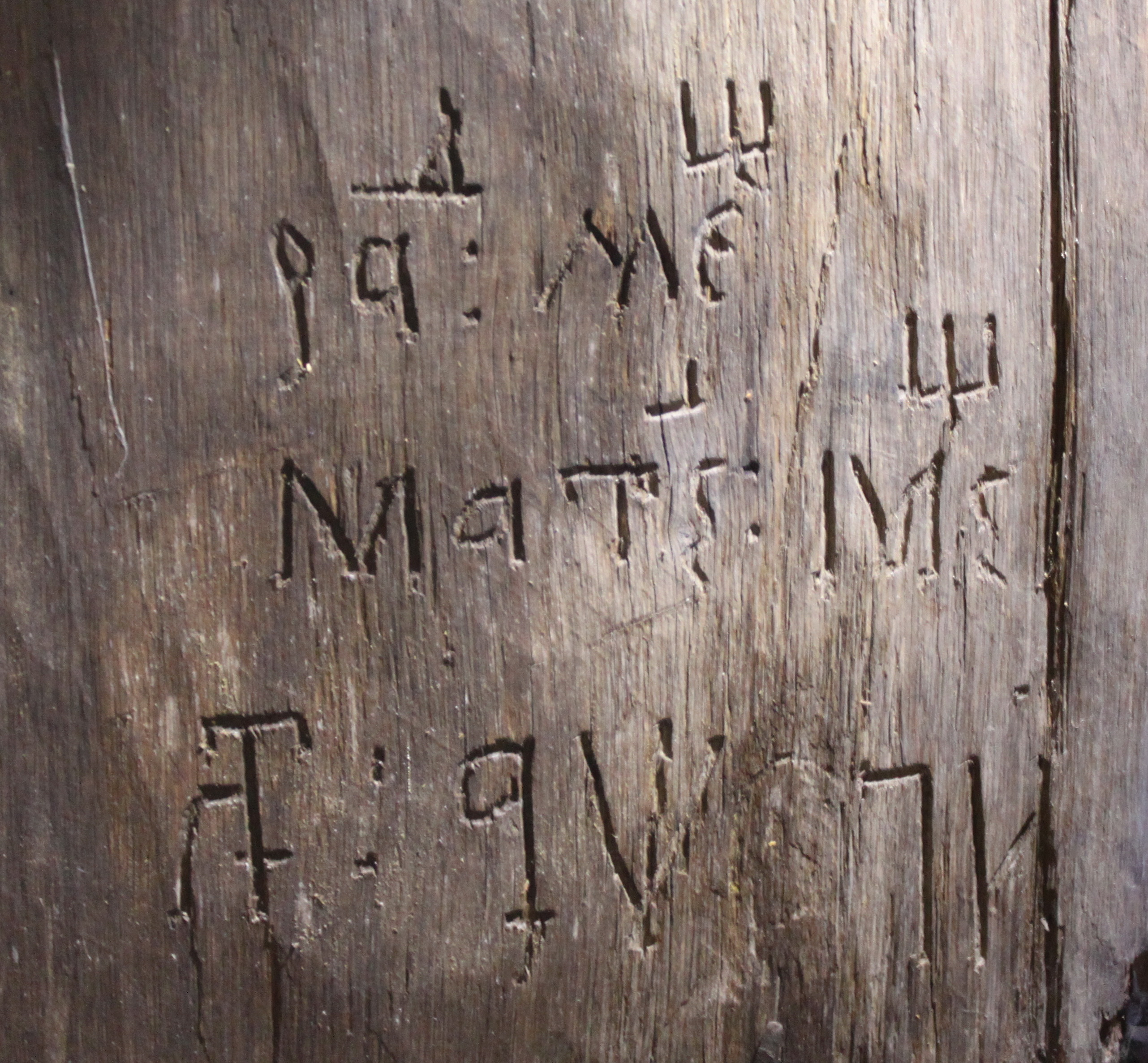
Rad(u) meșt(erul) Matei meșt(erul) L(ea)t 1798 - Inscripția ce datează biserica, foto: 2010

Biserica de lemn din Podu Broșteni, județul Argeș aflată într-o stare de degradare avansată a fost adusă în cimitirul Mănăstirii Curtea de Argeș, unde a fost restaurată. Inscripția din dosul ușii de intrare amintește numele meșterilor care au ostenit pentru ridicarea acestei bisericuțe, menționând totodată și anul edificării ei - 1798. Biserica are hramul "Adormirea Maicii Domnului". Alături de bisericile de lemn din Palanga, județul Vâlcea și din Drăganu-Olteni, județul Argeș, acestă biserică formează Rezervația de arhitectură și artă bisericească înființată în parcul Mănăstirii Curtea de Argeș.